# Pyxine primaria
Pyxine primaria är en lavart som beskrevs av Kalb. Pyxine primaria ingår i släktet Pyxine och familjen Physciaceae.   Inga underarter finns listade i Catalogue of Life.